# Oka Teppei
Oka Teppei (sinh ngày 6 tháng 9 năm 2001) là một cầu thủ bóng đá người Nhật Bản.

## Sự nghiệp câu lạc bộ
Oka Teppei hiện đang chơi cho FC Tokyo.